# Francis Coquelin
Francis Coquelin (* 13. Mai 1991 in Laval) ist ein französischer Fußballspieler, der beim FC Nantes unter Vertrag steht.

## Karriere

### Verein

#### Anfänge und Wechsel zum FC Arsenal
Francis Coquelin wurde in Laval geboren und begann im Jahr 2000 AS du Bourny das Fußballspielen. 2005 kam dann der Wechsel zum bekanntesten Verein seiner Heimatstadt, Stade Laval. Im März 2008 wurde er bei einem Qualifikationsspiel für die U-17-Fußball-Europameisterschaft 2008 gegen Israel von Arsenal-Scout Gilles Grimandi entdeckt.
Im Juli 2008 wechselte er in die Jugendakademie des FC Arsenal und trotz einer anfänglichen Verletzung am Oberschenkel, wurde ihm ein Vertrag angeboten. Er nahm an der Saisonvorbereitung 2008/09 der Profis teil und spielte in den Testspielen gegen den FC Barnet und Haladás Szombathely. Am 23. September absolvierte er beim 6:0-Sieg über Sheffield United im League Cup sein erstes Pflichtspiel, als er in der 71. Minute für Fran Mérida eingewechselt wurde. Bei einem Spiel der Arsenal-Reserve am 6. Oktober erzielte er gegen die Reserve von Stoke City sein erstes Tor.
Sein erstes Spiel in der Startformation bestritt er am 22. September 2009 im League Cup gegen West Bromwich Albion, wurde aber in der 58. Minute von Mark Randall ersetzt. Knapp einen Monat später wurde er im Achtelfinale gegen den FC Liverpool in der 87. Minute für Fran Mérida eingewechselt. Sein drittes und letztes Saisonspiel absolvierte er am 24. Januar 2010, als er bei der 1:3-Niederlage gegen Stoke City von Beginn an spielte, in der 67. Minute allerdings für Aaron Ramsey ausgewechselt wurde.

#### Auf Leihbasis in Lorient
Zur Saison 2010/11 wurde er für ein Jahr an den französischen Verein FC Lorient verliehen. Im Tausch kam Lorients Verteidiger Laurent Koscielny dauerhaft zu den „Gunners“.
Am 16. Spieltag erarbeitete er sich bei der 3:6-Niederlage beim OSC Lille eine erste Vorlage, als er einen Pass auf Kevin Gameiro spielte, den er im Tor unterbrachte. Am 26. Februar 2011 wurde er gegen den FC Valenciennes das erste Mal vom Platz verwiesen. Nachdem er in der 21. Minute die erste gelbe Karte bekam, folgte in der 52. Minute die zweite und damit der Platzverweis. Am Ende der Leihfrist kehrte Coquelin nach England zurück.

#### Rückkehr zum FC Arsenal
Am 28. August 2011 gab Coquelin bei der 2:8-Niederlage der „Gunners“ bei Manchester United sein Debüt in der Premier League. Sein zweites Spiel in der Startbank absolvierte er gegen Tottenham Hotspur, Arsenal verlor mit 1:2 und Coquelin wurde von den Fans zum Man of the Match gewählt. Am 6. Dezember debütierte er auch in der UEFA Champions League bei der 1:3-Niederlage bei Olympiakos Piräus.
Am 6. Januar 2012 verlängerte Coquelin seinen aktuellen Vertrag und bleibt damit dem FC Arsenal um einige weitere Jahre treu.

#### Coquelin in der Bundesliga
Am 5. Juli 2013 gab der Bundesligist SC Freiburg die Verpflichtung Coquelins auf Leihbasis bekannt. Ob der Vertrag eine Kaufoption beinhaltet, wurde nicht bekannt.

#### Zweite Rückkehr, erneute Leihe und Durchbruch
Im Sommer 2014 kehrte Coquelin zu Arsenal zurück. Am 3. November 2014 wechselte er per Notfallleihe zunächst für einen Monat auf Leihbasis in die Football League Championship zu Charlton Athletic. Ende November wurde das Ausleihgeschäft bis zum Jahresende verlängert. Aufgrund vieler verletzter Spieler beorderte ihn der Trainer Arsène Wenger am 12. Dezember 2014 zurück zu Arsenal. Einen Tag später kam Coquelin zu seinem ersten Saisoneinsatz in der Premier League, als er beim 4:1-Sieg gegen Newcastle United in der 86. Spielminute für Alexis Sánchez eingewechselt wurde.

#### Wechsel nach Spanien und zurück nach Frankreich
Am 11. Januar 2018 gab der FC Valencia Coquelins Verpflichtung bekannt. Teil seines Vertrages war eine Ausstiegsklausel über 80 Millionen Euro. Im August 2020 wechselte Coquelin innerhalb der Liga zum FC Villarreal. Ende August 2024 wurde der Vertrag von Coquelin und Villarreal im gegenseitigen Einverständnis aufgelöst. Nach einem halben Jahr ohne Verein wurde er im Januar 2025 vom FC Nantes unter Vertrag genommen.

### Nationalmannschaft
Von 2007 bis 2010 spielte er für die U-17, U-18, U-19, U-20 und U-21-Nationalmannschaft Frankreichs. Sein größter Erfolg war der Gewinn der U-19-Fußball-Europameisterschaft 2010.
Zusammen mit seinem Mannschaftskameraden Gilles Sunu nahm er an der U-20-Fußball-Weltmeisterschaft 2011 in Kolumbien teil und erreichte mit Frankreich den vierten Platz.

## Titel und Erfolge

### Verein
- Premier Academy League: 2008/09
- FA Youth Cup: 2008/09
- FA-Cup: 2015, 2017
- FA Community Shield: 2015
- UEFA Europa League: 2020/21

### Nationalmannschaft
- U-19-Fußball-Europameisterschaft 2010